# Angèle (film, 1934)
Pour les articles homonymes, voir Angèle.
Pour plus de détails, voir Fiche technique et Distribution.
Angèle est un film français réalisé par Marcel Pagnol, sorti en 1934, adaptation du roman Un de Baumugnes de Jean Giono.

## Synopsis
Angèle est la fille unique de Clarius Barbaroux, un paysan. Un beau jour, elle quitte sa famille sans avertir personne pour suivre un bellâtre, Louis. Celui-ci s'avère être un proxénète qui prostitue Angèle.
Averti par un voisin, le brave valet Saturnin s'en va à Marseille et convainc Angèle, qui a maintenant un enfant, de rentrer à la maison. Il est persuadé qu'elle sera accueillie à bras ouverts. Toutefois, furieux et honteux, son père l'enferme à la cave avec son bébé et cache son retour à tout le monde. Clarius, autrefois juste et bon, devient aigri et violent.
Deux ouvriers agricoles, Amédée et Albin, sont au courant des événements. Ce dernier est secrètement amoureux d'Angèle. Le vieil Amédée décide, pour aider son ami Albin, de se faire embaucher à la ferme des Barbaroux pour tenter de la retrouver. Accueilli froidement par Clarius qui le menace avec son fusil, il est pourtant embauché pour la moisson grâce à Philomène, la mère d'Angèle, et se lie vite d'amitié avec Saturnin, essayant de profiter de sa naïveté pour le faire parler. Un jour d'orage, il aperçoit Angèle et son enfant. Il s'en retourne prévenir Albin. Ce dernier s'enfuit tout d'abord avec Angèle avant de revenir à la ferme demander sa main à Clarius. Celui-ci refuse d'abord, mais il finit par accepter, touché par les mots d'Albin.

## Fiche technique
- Titre : Angèle
- Réalisation : Marcel Pagnol
- Scénario : Marcel Pagnol d'après le roman Un de Baumugnes, de Jean Giono, paru aux éditions Grasset (1929)
- Adaptation et dialogue : Marcel Pagnol
- Musique : Vincent Scotto
- Direction musicale : Georges Sellers
- Direction artistique : Charles Brun
- Photographie : Willy Faktorovitch, Charly Willy-Gricha, Roger Ledru
- Son : Jean Lecoq[1], Bardisbanian, enregistré sur camion sonore RCA
- Montage : Suzanne de Troye, André Robert, assistés de Jeannette Ginestet
- Décors : Marius Brouquier, bâtisseur de la maison réelle de La Treille[2],[3]
- Production : Marcel Pagnol
- Direction de production : René Pagnol[4]
- Sociétés de production et de distribution : Les Films Marcel Pagnol
- Pays de production :  France
- Langue originale : français
- Tournage :
  - Période : 26 avril 1934 à mai 1934
  - Intérieurs et extérieurs dans les Bouches-du-Rhône : Allauch, Aubagne, La Treille, Marseille
- Format : noir et blanc — 35 mm — 1,37:1 — son monophonique (RCA Sound System)
- Tirage aux laboratoires Marcel Pagnol à Marseille, sous la direction d'Albert Assouad[5].
- Genre : drame
- Durée : 145 minutes
- Dates de sortie :
  - France : 16 septembre 1934 (Marseille)[6] ; 3 novembre 1934 (sortie nationale)
- Affiche : Henri Cerutti (France)

## Distribution
- Orane Demazis : Angèle Barbaroux, la fille
- Fernandel : Saturnin, le valet de ferme
- Henri Poupon : Clarius Barbaroux, le fermier, père d'Angèle
- Jean Servais : Albin, l'ouvrier agricole amoureux d'Angèle
- Édouard Delmont : Amédée, un ouvrier agricole
- Andrex : Louis, le proxénète
- Annie Toinon : Philomène Barbaroux, la fermière, mère d'Angèle
- Blanche Poupon : Florence
- Marcelle Vial : la petite servante du café-tabac
- Thomeray : le monsieur des assavoirs
- Charles Blavette : Tonin, le rémouleur
- Juliette Petit : l'Esmenarde
- Fernand Flament : Jo
- Darcelys : le tatoué
- Delaurme : le patron du bar

## Autour du film
Aux côtés de ses interprètes habituels (Orane Demazis, Édouard Delmont, Charles Blavette, Henri Poupon), l'auteur-cinéaste dirige pour la première fois Fernandel, qui est alors considéré comme un très bon acteur comique. Dans Angèle, son jeu tout en nuances est salué par la critique.
Après le succès d'Angèle, il écrit à Marcel Pagnol : « Si ma création de Saturnin vous a donné pleine satisfaction, c'est à votre dialogue que je le dois ». C'est le début d'une longue amitié (entrecoupée de fâcheries) entre l'auteur et son interprète.